# Kanton Cherbourg
Cherbourg is een voormalig kanton van het Franse departement Manche. Het kanton maakte sinds de oprichting in 1811 deel uit van het arrondissement Cherbourg, daarvoor was het onderdeel van het arrondissement Valognes.
Het kanton is in 1973 opgeheven toen de gemeente Cherbourg over drie nieuw kantons verdeeld werd: Cherbourg-Nord en Cherbourg-Sud. Ook deze kantons zijn inmiddels opgeheven.